# Anna-Maria Alexandri
Anna-Maria Alexandri (in greco Άννα-Μαρία Αλεξανδρή?; Amarousio, 15 settembre 1997) è una nuotatrice artistica greca naturalizzata austriaca. Sorella gemella di Eirini-Marina e Vasiliki anche loro sincronette.

## Palmarès
- Mondiali

Budapest 2022: bronzo nel duo libero e nel duo tecnico
Fukuoka 2023: oro nel duo libero
Singapore 2025: oro nel duo tecnico
- Europei

Budapest 2020: bronzo nel duo tecnico
Roma 2022: argento nel duo tecnico e nel duo libero
Funchal 2025: oro nel duo tecnico
- Giochi europei

Baku 2015: argento nel duo e bronzo nel solo
Cracovia 2023: oro nel duo tecnico e nel duo libero

### Coppa del Mondo
- 4 podi:
  - 3 vittorie (3 nel duo)
  - 1 terzo posto (1 nel duo)

#### Coppa del mondo - vittorie
| Data          | Luogo   | Paese   | Disciplina  |
| ------------- | ------- | ------- | ----------- |
| 4 maggio 2024 | Parigi  | Francia | Duo libero  |
| 1 giugno 2024 | Markham | Canada  | Duo tecnico |
| 2 maggio 2025 | Markham | Canada  | Duo tecnico |

## Riconoscimenti
- Atleta dell'anno World Aquatics: 2023
- European Aquatics Award: 2023[1]